# صمويل حديدا
كان صامويل حديدا (بالفرنسية: Samuel Hadida)‏ أو صمويل حديدة (17 ديسمبر 1953 - 26 نوفمبر 2018) مغربي المولد، وهو منتج أفلام فرنسي من أصل يهودي مغربي .

## الحياة والوظيفة
ولد حديدا في الدار البيضاء ، المغرب. في عام 1978 ، شارك في تأسيس شركة "Metropolitan Filmexport" مع شقيقه فيكتور. أصبحت الشركة في وقت لاحق موزع مستقل ناجح للأفلام في العالم الناطق بالفرنسية. متروبوليتان Filmexport هو الموزع الفرنسي الحالي لأفلام "Lionsgate" ، و "New Line Cinema" (شركة Warner Bros. تصدر الآن أفلام New Line).
في عام 1990 ، شكلت شركة حديدا الجديدة، Davis Films. منذ عام 1993 ، أنتجت الشركة أكثر من ثلاثين فيلماً من أفلام هوليوود، حيث كانت True Romance هي الأولى.
على الرغم من أن شركة حديدا ساهمت في صناعة الأفلام على مدى عدة عقود، إلا أن عمله في قيادة امتياز فيلم "Resident Evil" هو أكثر ما اشتهر به. عندما علم حديدا أن المشروع كان يكافح، وصل إلى فيلم "Constantin Film" وقدم صفقة مشروع 50/50. ساهم هذا المشروع، بالإضافة إلى عمله مع فيلم تكيّف فيلم "Silent Hill" ، في إدراكه في مجال تعديل ألعاب الفيديو.

## روابط خارجية
- صمويل حديدا على موقع IMDb (الإنجليزية)
- صمويل حديدا على موقع ميتاكريتيك (الإنجليزية)
- صمويل حديدا على موقع ألو سيني (الفرنسية)
- صمويل حديدا على موقع تيرنر كلاسيك موفيز (الإنجليزية)
- صمويل حديدا على موقع أول موفي (الإنجليزية)
- صمويل حديدا على موقع بوكس أوفيس موجو (الإنجليزية)
- صمويل حديدا على موقع قاعدة بيانات الأفلام السويدية (السويدية)
- صمويل حديدا على موقع قاعدة بيانات الفيلم (الإنجليزية)
- صمويل حديدا على موقع كينوبويسك (الروسية)